# Rúben Amorim
Rúben Filipe Marques Amorim (n. 27 ianuarie 1985, Lisabona, Portugalia) este un fotbalist portughez retras din activitate, care a jucat pe post de mijlocaș la echipe ca Benfica, Belenenses și Al-Wakrah⁠(d). Pe plan internațional, are prezențe la națională pentru Portugalia U20⁠(d), Portugalia U21⁠(d), Portugalia, Portugalia U18⁠(d) și Portugalia U19⁠(d). După încheierea carierei, a devenit antrenor, și antrenează în prezent pe Manchester United FC.

## Cariera de jucător
Rúben Amorim a început în echipa de tineret a clubului Benfica Lisabona, apoi a trecut apoi la echipele sub 17 și sub 19 ale CF Belenenses, clubul la care și-a început apoi cariera profesională.
În 2008, a revenit la Benfica Lisabona care l-a cumpărat în schimbul sumei de transfer de 900.000 de euro și a semnat un contract pe cinci ani. Doi ani mai târziu, avea să devină campion al Portugaliei cu Benfica.
A fost selecționat de Carlos Queiroz pentru a participa la Cupa Mondială din 2010 cu Portugalia, după retragerea lui Nani, jucătorul lui Manchester United fiind accidentat. El joacă un singur meci în turneul din Africa de Sud: primul meci din grupă împotriva Coastei de Fildeș (intrare în minutul 85 de joc), aceasta fiind prima sa prezență într-o competiție internațională majoră.
În ianuarie 2012, a fost împrumutat la Sporting Braga în urma unui conflict cu antrenorul său. În sezonul 2012-2013, a fost împrumutat din nou la Braga. Sezonul următor a marcat întoarcerea lui la Benfica Lisabona, unde antrenor devenise Jorge Jesus care l-a folosit tot mai des.
A fost convocat și pentru Cupa Mondială din 2014 din Brazilia, dar nu a jucat niciun meci.
Apoi a fost împrumutat din nou, dar acum în străinătate, în Qatar, unde a jucat pentru Al-Wakrah pentru un sezon, 2015–2016, și a revenit în țară la sfârșitul sezonului, la Benfica Lisabona unde și-a încheiat cariera în echipa B, în aprilie 2017.

## Cariera de antrenor
Rúben Amorim își începe cariera de antrenor în sezonul 2018–2019, la Casa Pia Atlético Clube, de unde își dă demisia după 22 de meciuri pentru că Federația Portugheză de Fotbal a aplicat o sancțiune clubului, dar și lui pentru că a dat instrucțiuni jucătorilor săi de pe banca tehnică deși nu avea încă nivelul corespunzător, ceea ce a făcut ca clubul să piardă 6 puncte, sancțiune în urma căreia Casa Pia a coborât de pe locul 1 pe locul 3 în clasamentul Liga 3 (nivelul trei al fotbalului portughez).
La opt luni după ce a părăsit Casa Pia, Rúben Amorim a avut o scurtă perioadă la Centro Social e Desportivo de Câmara de Lobos, apoi a fost anunțat ca antrenor al SC Braga B unde a obținut 8 victorii în 11 meciuri.
Pe 23 decembrie 2019, Rúben Amorim a devenit antrenorul echipei mari la Sporting Braga, în locul lui Ricardo Sá Pinto, semnând un contract de doi ani și jumătate.
Cu echipa principală a jucat 13 meciuri și a câștigat 10. La debut a învins pe Belenenses cu 7–1, iar de atunci nu a mai fost învins în Prima Ligă , cu 10 victorii și un egal. Singurele înfrângeri au avut loc în optimile de finală ale Ligii Europa împotriva Glasgow Rangers (3-2 și 0-1). El a obținut două victorii împotriva FC Porto și Sporting CP și una împotriva Benficăi. A câștigat și o Cupă a Ligii în această perioadă.
Rezultatele sale la SC Braga au atras atenția lui Sporting CP care l-a angajat pe 4 martie 2020. Sporting a plătit clauza de reziliere a contractului său cu Braga, de zece milioane de euro. La Sporting a debutat cu Clube Desportivo das Aves cu o victorie cu 2-0.
A câștigat trei trofee cu Sporting: Cupa Ligii , campionatul Portugaliei, unde Sporting nu mai triumfase de 19 ani, din sezonul 2001-2002, precum și o Supercupă Cândido de Oliveira.
În sezonul 2021-2022, Sporting a ajuns în optimile de finală ale Ligii Campionilor, doar a doua oară în istoria clubului. 
În ianuarie 2022, Amorim a câștigat a treia oară consecutiv Cupa Ligii, după o victorie cu 2–1 în fața Benficăi. Sporting a fost eliminată în optimile Champions League de Manchester City, 5–0 la general, iar în campionat a încheiat pe locul 2, fiind devansată de FC Porto.
În sezonul următor, Sporting a început în Liga Campionilor, dar a încheiat pe locul 3 în grupă și a căzut în Liga Europa unde a eliminat în optimi de finală pe Arsenal, însă a pierdut în sferturi contra lui Juventus Torino. În campionat, a ocupat locul 4.
Cu un nou atacant în lot adus în 2023, Viktor Gyökeres, cumpărat de la Coventry City pentru 20 de milioane de euro, un nou record pentru Sporting, Leii au dominat campionatul 2023-2024, devenind campioni, cu un avans de 10 puncte față de a doua clasată, Benfica. Amorim a fost desemnat antrenorul sezonului pentru a doua oară în carieră. În sezonul 2024-2025, Sporting a câștigat primele nouă meciuri din campionat și a început Liga Campionilor cu două victorii și un egal.

### Manchester United
La 1 noiembrie 2024, Amorim a semnat un contract pentru două sezoane și jumătate cu Manchester United. Înțelegerea e valabilă de la 11 noiembrie 2024, după ce se încheie preavizul său la Sporting.

## Statistici antrenorat
La 16 mai 2025.
| Echipa            | Început            | Sfârșit           | Rezultate | Rezultate | Rezultate | Rezultate | Rezultate  | Ref.                |
| Echipa            | Început            | Sfârșit           | M         | V         | E         | Î         | Victorii % | Ref.                |
| ----------------- | ------------------ | ----------------- | --------- | --------- | --------- | --------- | ---------- | ------------------- |
| Casa Pia          | 1 iulie 2018       | 7 ianuarie 2019   | 4         | 3         | 0         | 1         | 75         | [ necesită citare ] |
| Braga B           | 16 septembrie 2019 | 23 decembrie 2019 | 11        | 8         | 2         | 1         | 72,73      | [ necesită citare ] |
| Braga             | 23 decembrie 2019  | 4 martie 2020     | 13        | 10        | 1         | 2         | 76,92      | [ necesită citare ] |
| Sporting CP       | 4 martie 2020      | 10 noiembrie 2024 | 231       | 164       | 34        | 33        | 71         | [ necesită citare ] |
| Manchester United | 11 noiembrie 2024  | Prezent           | 40        | 15        | 10        | 15        | 37,5       | [ 3 ]               |
| Totalul carierei  | Totalul carierei   | Totalul carierei  | 299       | 200       | 47        | 52        | 66,89      |                     |

## Trofee câștigate

### Ca jucător
Benfica
- Primeira Liga: 2009–10, 2013–14, 2014–15[4]
- Taça de Portugal: 2013–14
- Taça da Liga: 2008–09, 2009–10, 2010–11, 2013–14, 2014–15
- Supertaça Cândido de Oliveira: 2014
- UEFA Europa League finalist: 2013–14[5]

Braga
- Taça da Liga: 2012–13

### Ca antrenor
Braga
- Taça da Liga: 2019–20[6]

Sporting
- Primeira Liga:2020–21,[7] 2023–24
- Taça da Liga: 2020–21,[8] 2021–22[9]
- Supertaça Cândido de Oliveira: 2021[10]